# سون سئونگ-یئون
سون سئونگ-یئون (به انگلیسی: Son Seung-yeon)(زاده ۱۵ سپتامبر ۱۹۹۳) خواننده کره‌ای است.